# Lockheed Martin F-35 Lightning II
|  | For det svenske F-35-kampfly, se SAAB F-35 Draken. For det amerikanske Lightning-jagerfly fra 2. verdenskrig, se P-38 Lightning. For det britiske Lightning-jetfly, se English Electric Lightning |
F-35 Lightning II eller Joint Strike Fighter (JSF) er et flyprojekt, som involverer flere nationer, og som stadig er under udvikling.
Danmark er med i projektet og har bidraget med både kapital og teknologi (se nedenfor). F-35 blev d. 9. juni 2016 vedtaget til at blive det næste kampfly efter F-16 i Flyvevåbnet efter indgåelse af en bred politisk aftale i Folketinget. Aftalen indebærer køb af 27 fly, men de sidste seks fly kun efter en senere vurdering.
Flyet har været udsat for flere problemer undervejs, bl.a. en række befalede groundings på grund af brandrisiko i motoren.
Israel påstår at være det første land, der har brugt F-35-flyet aktivt i kamp, da det israelske luftvåben udførte angreb mod iranske styrker i Syrien.
Det amerikanske marinekorps anvendte de første F-35B-versioner i kamp ved bombninger i Afghanistan d. 27. september 2018 fra USS Essex.
Endelig bombede to amerikanske F-35A fra Al Dhafra-flybasen i de Forenede Arabiske Emirater ISIL-tunneller i Hamrin-bjergene i Irak d. 30. april 2019.

## De tre versioner
F-35A er den "normale" version: CTOL (Conventional Take-off and Landing). Den har en indvendig 25 mm gatlingkanon og anvender Boom and receptacle-lufttankning som udgangspunkt. Denne version vil blive brugt af US Air Force, det canadiske, det norske og mange andre luftvåben, herunder Flyvevåbnet. US Air Force regner med at skulle bruge 1.763 til at afløse dets F-16 fra 2013 og A-10 Thunderbolt II fra 2028.
F-35B bliver en STOVL (Short Take-Off and Vertical Landing) version. Den har en nedadrettet lavtrykskompressor der drives af motorens turbine. Udstødningen kan rettes nedad og sammen med lavtrykskompressoren leverer de opdriften ved lav hastighed. Ved vandret flyvning er lavtrykskompressoren frakoblet og udstødningen er rettet bagud. Denne version kan bruge kortere startbaner til at komme i luften og skal kunne lande lodret. Flyet kan også lette lodret med en ubetydelig våbenlast og brændstofmængde, men selv denne konfiguration kræver uhensigtsmæssigt meget brændstof. Alligevel var lodret start et af kravene til testflyene X-32 og X-35 i JSF-konkurrencen. 340 amerikanske og 138 britiske F-35B vil formentlig afløse diverse US Marine Corps, Royal Navy og Royal Air Force Harrierudgaver fra 2012.
F-35C er beregnet til at kunne operere fra hangarskibe CV (Carrier Version) og er derfor forstærket til at kunne tåle de hårde dæklandinger, samt udrustet med halekrog. Den kan folde vingerne og bruger Probe and drogue-lufttankning. Denne version vil formentlig kun blive brugt af US Navy (260) og US Marine Corps (80), hvor F-35C skal afløse F/A-18 Hornet fra 2012 (ikke F/A-18E/F Super Hornet).
På grund af udviklingen af realistiske flysimulatorer og interaktiv avionik menes det ikke nødvendigt med tosædede udgaver af F-35. Af taktiske grunde har Israel dog udtrykt interesse i at have tosædede F-35D til rådighed. Ønsket er ikke imødekommet, bl.a. fordi ingen andre lande deler det, og Israel ikke er partner i JSF-projektet.
I august 2016 indledte F-35C en tre ugers test ombord på hangarskibet George Washington i den endelige 3F-kampkonfiguration. Under testen var flyet bevæbnet med GBU-12 Paveway II- og GBU-31-bomber samt den laserstyrede GBU-32-bombe.

## Udvikling
Kort efter afslutningen af den kolde krig ønskede USA at udvikle et fly til det amerikanske luftvåben, flåde og marinekorps. Konceptet hed Joint Advanced Strike Technology (JAST). Flåden opgav sit A-12 Avenger II jagerbomberprojekt for at slutte sig til JAST og i 1994 deltog Lockheed Martin, Boeing, Northrop Grumman og McDonnell Douglas i en konkurrence om at designe JAST. Northrop Grumman og McDonnell Douglas slog sig sammen, og deres design til STOVL-udgaven havde en løftemotor, der kun skulle anvendes under start og landing.
I 1996 gik Lockheed Martins og Boeings design videre (nu under betegnelsen Joint Strike Fighter), og de fik penge til at udvikle demonstrationsfly – dvs. ikke prototyper. Boeing X-32B havde drejelige dyser á la Harrier, mens Lockheed Martin byggede to fly: X-35A som ren CTOL og X-35C som hangarskibsfly. X-35 havde hovedunderstel fra A-6 Intruder, næsehjul fra F-15 Eagle, 1×Pratt & Whitney F119-motor fra F-22 Raptor, hydraulikpumper fra YF-23, katapultsæde fra AV-8B, styresystem fra F-16, multifunktionsskærme fra C-130J Hercules. Det vigtigste ved demonstrationsflyene var at vise stealth- og eventuelle STOVL-egenskaber. X-35A blev ombygget til X-35B for at demonstrere Lockheed Martins STOVL-design.
Den 26. oktober 2001 besluttede Pentagon at Lockheed Martins design skulle sættes i produktion under betegnelsen F-35. Dette var ret besynderligt, idet F-24 var det næste ledige nummer efter den aflyste YF-23 (F-22 Raptors konkurrent). Skiftet fra X-35 til F-35 var nemmere for nogle at forstå end F-24.
Den indbyggede GAU-22 25 mm-gatling i luftvåbenversionen vil tidligst kunne bruges i 2019, da styringen først er med i softwareopdatering 3F, der tidligst er klar i 2019. Et andet problem er at F-35A kun har 180 skud (sammenlignet med F-16s 511 skud). Det er for lidt til CAS. Marinekorps- og flådeversionerne kan anvende eksternt monterede 25 mm-maskinkanoner med 220 skud, og den tilhørende software kommer endnu senere.

## Implementering
Til at implementere F-35 Lightning II er der oprettet en værnsfælles 33rd Fighter Wing på Eglin Air Force Base, Florida. Tre eskadriller udstyret med de tre forskellige versioner:
- 58th Fighter Squadron Mighty Gorillas fra US Air Force med 24 F-35A.
- VMFAT-501 Warlords fra US Marines med 20 F-35B.
- VFA-101 Grim Reapers fra US Navy med 15 F-35C. I november 2014 foregik de første hangarskibslandinger.[12]

Derudover er der to britiske F-35B og to hollandske F-35A på flybasen.
En eskadrille F-35B fra US Marines blev operativ i juli 2015,F-35A (USAF) blev operativ i august 2016 og F-35C (US Navy) i februar 2019.

## Internationale partnere
Joint Strike Fighter er et internationalt udviklingsprojekt mellem otte lande foruden USA. Storbritannien er niveau 1-partner og bidrager primært til udviklingen af F-35B. Landet har investeret 2,5 mia. $ og fået stor indflydelse på designet af B-modellen, som landet er vigtigste køber af, udover US Marines. Holland (800 mio. $) og Italien (1 mia. $) er niveau 2-partnere, det er billigere men betyder også mindre indflydelse. Fokker Technologies leverer, som danske Terma, kompositpaneler til flyet, og Alenia Aeronautica foretager FACO (Final Assembly & Check Out) på fabrikken i Norditalien.
Resten er niveau 3-partnere, herunder Danmark. Danmark, hvis bidrag er det mindste i partnerkredsen, har bidraget med ca. en milliard kroner til udviklingen, heraf et tosædet F-16-fly på Edwards Air Force Base med testpiloten Casper Børge Nielsen. F-16-flyet skal afprøve elektronisk krigsførelse og DAS (Distributed Aperture System), der er seks infrarøde kameraer anbragt forskellige steder. Tilsammen skal de give et billede af flyets omgivelser, der kan projiceres på pilotens visir. Systemet afløser pilotens night-vision goggles, og gør det muligt for piloten at kunne "se" gennem flyet, og sig selv, for at undgå blinde vinkler. De andre niveau 3-partnere er Australien, Canada, Norge og Tyrkiet. Norge har fået udviklet en bremseskærm til F-35, da de korte isglatte landingsbaner kræver dette. Derudover er Israel og Singapore Security Cooperative Participants, der deltager i systemudviklingsfasen.
På grund af at Tyrkiets præsident Erdogan har valgt det russiske S-400 jord til luft-missil, har USA smidt Tyrkiet ud af F-35-programmet. Man frygter at hemmeligheder om flyet vil blive afsløret for Rusland.
De amerikanske myndigheder afviser at udlevere kildekoden til flyets software til andre lande, herunder til projektets internationale partnere. Kildekoden styrer alt fra integration mellem radar og våbensystemer til flyets bevægelser. 

### Produktion i Europa
Den 12. marts 2015 blev den første F-35 færdigbygget udenfor USA. Det var på FACO (Final Assembly and Check Out) i Cameri, Italien. Fabrikken ejes af Alenia Aermacchi og skal producere alle Italiens F-35A og F-35B, samt F-35A til Holland. Fabrikken har kapacitet til at fremstille de europæiske F-35'ere. I december 2014 bestemte det amerikanske forsvarsministerium at fabrikken i Cameri skulle udføre større eftersyn, reparationer og opgraderinger (Heavy Airframe Maintenance, Repair, Overhaul and Upgrade) på F-35 Lightning II i den europæiske region.

## Usikkerhed
Siden JSF-projektets start i 2002 har nogle af partnerlandene reduceret antallet af fly, de forventer at købe. Eksempelvis forventede Danmark oprindeligt at købe 48 nye kampfly, dette blev ved et senere forsvarsforlig reduceret til 30 og indtil videre er der kun truffet beslutning om at købe 27. Langt den største køber, USA, har dog fastholdt sin oprindelige mål på 2.443 fly og Israel har øget sit køb fra oprindeligt 50 til 70 fly.
Pr. oktober 2015 er den forventede "fly-away" pris på et F-35A 85 mio. dollars i 2020-priser.
Ifølge den amerikanske rigsrevision er F-35 Forsvarsministeriets dyreste våbensystem - F-35-flyet - er nu mere end et årti bagud i tidsplanen og 183 milliarder dollars over de oprindelige omkostningsestimater.

## Danmarks involvering i F-35 programmet
Tre aktstykker fra finansudvalget beskriver Danmarks involvering i programmet:
1997: Ved aktstykke 342 9/9 1997 tiltrådte Finansudvalget, at Danmark indtrådte i programmets kravspecifikation fase med en bevilling på 70 mio. kr. (10 mio. USD).
2002: Ved aktstykke 142 22/5 2002 tiltrådte Finansudvalget, at Danmark kunne anvende 892,5 (105 mio. USD) i programmets udviklings- og demonstrationsfase. 110 mio. kr. (13 mio. USD) af disse udgifter forventedes at blive dækket af forlæggelsen af et dansk F-16 fly til testflyvninger i F-35 programmet. Dansk industri accepterede efter aftale med regeringen at bidrage med 74 mio. kr. (11,1 mio. USD) af udgifterne.
2007: Ved aktstykke 79 8/2 2007 tiltrådte Finansudvalget, at Danmark indtrådte i projektets produktions-, vedligeholdelses- og videreudviklingsfase med en bevilling over 45 år på tilsammen ca. 2 mia. kr. (330 mio. USD), svarende til ca. 1,5 pct. af de samlede udgifter i denne fase.
Danmarks deltagelse i F-35-programmet forpligtede ikke Danmark til at købe flyene.
Terma og Scandinavian Avionics har oprettet Avionics Test Center Denmark, der skal vedligeholde 16 avionicskomponenter på F-35. I perioden 2021-2025 er det for den globale flyflåde, fra 2025 kun for den europæiske F-35-flåde.
Terma designer, udvikler og producerer udvendige pods til 25 mm-gatlingkanonen til F-35B og F-35C, på trods af at Danmark ikke skal bruge disse. De er aerodynamiske og stealth.
De danske F-35-fly har typebogstavet L, begyndende med L-001, og fløj første gang 9. marts 2021.

## Operatører
- Australien
- Holland
- Israel
- Italien: luftvåben og flåde
- Japan
- Norge
- Storbritannien: luftvåben og flåde
- USA: luftvåben, Air National Guard, flåde og marinekorps

Otte lande opererer med F-35 og syv værn har erklæret flyene delvist operative (Initial Operating Capability). Mere end 425 F-35 af alle typer er udstationeret på 19 flybaser, 890 piloter er omskolet og 8230 teknikere er uddannet (2019) 

## Forventede indkøb
Forventede indkøb af F-35 Lightning II:
| Land           | F-35A | F-35B | F-35C | fra  | afløser                                     |
| -------------- | ----- | ----- | ----- | ---- | ------------------------------------------- |
| Australien     | 100   |       |       | 2013 | F-111C, F/A-18A Hornet                      |
| Belgien        | 34    |       |       | 2023 | F-16AM                                      |
| Canada         | 88    |       |       | 2025 | CF-18 Hornet                                |
| Danmark        | 27    |       |       | 2021 | F-16AM                                      |
| Finland        | 64    |       |       | 2026 | F-18 Hornet                                 |
| Holland        | 37    |       |       | 2011 | F-16AM                                      |
| Israel         | 50    |       |       | 2016 | F-16A Netz                                  |
| Italien        | 60    | 30    |       | 2014 | AMX A-11A, F-16A, Tornado IDS, AV-8B        |
| Japan          | 115   | 42    |       | 2016 | F-4EJ Kai Phantom II                        |
| Norge          | 52    |       |       | 2016 | F-16AM                                      |
| Polen          | 32    |       |       | 2024 | MiG-29, SU-22                               |
| Storbritannien |       | 48    |       | 2011 | Harrier GR.9, Sea Harrier FA.2              |
| Schweiz        | 36    |       |       | 2027 | F-18C Hornet, F-5E Tiger II                 |
| Sydkorea       | 40    |       |       | 2018 | F-4D/E Phantom II, F-5E/F Tiger II          |
| Tyskland       | 35    |       |       | 2026 | Tornado IDS                                 |
| USA            | 1.763 | 340   | 340   | 2012 | F-16C, A-10C, AV-8B Harrier, F/A-18C Hornet |
| i alt          | 2.533 | 460   | 340   |      |                                             |

## Pilotuddannelse
Alle F-35A-brugere (herunder Danmark) er forpligtet til, undtagen Israel, at udstationere fly på Luke-flybasen i Arizona, USA, hvor piloter omskoles til F-35A. I starten F-16-veteraner, men senere også nyuddannede piloter. Der findes ingen tosædede F-35-skolefly. Danmark skal i perioden 2021-2027 udstationere syv F-35A i Arizona.
Alle F-35B-brugere er forpligtet til at udstationere fly på marinekorpsets flybase Beaufort, South Carolina, USA. Det betyder at F-35B fremstillet i Italien skal krydse Atlanten for at omskole Harrier-piloter til F-35B.
US Navy har en flybase i Californien; Naval Air Station Lemoore, hvor hangarskibspiloter bliver omskolet til F-35C, typisk fra F/A-18 Hornet. Det drejer sig kun om amerikanske piloter.